# Fessisentis vancleavei
Fessisentis vancleavei är en hakmaskart som först beskrevs av Hughes och Moore 1943.  Fessisentis vancleavei ingår i släktet Fessisentis och familjen Fessisentidae. Inga underarter finns listade i Catalogue of Life.